# 華富路

华富路是深圳市内一条南北向道路。
华富路南端起于上海宾馆西侧，与深南大道、福明路接驳，北行经过笔架山东面，止于与泥岗西路，笋岗西路和华强北路交汇的黄木岗立交桥。该路曾经是深圳市市区红线西侧的地理标志。

## 交匯點
由南向北，华富路分别和以下道路交匯：
- 深南大道
- 振中路
- 振华路
- 振兴路
- 红荔路
- 华新路
- 笋岗西路
- 华强北路
- 泥岗西路

## 區域
华富路周边的知名建筑物、景观、社区等包括：
- 上海宾馆
- 中心公园
- 深南大道
- 海外装饰大厦
- 市话大厦
- 华新村
- 体育大厦
- 深圳市第二人民医院
- 深圳市血液中心
- 深圳市体育馆

## 巴士
途径华富路的公共汽车路线包括：
- 6号 (西麗福光村─福田南)
- 50号 (清水河─下沙)
- 310-315环线

## 地鐵
距离最近的地铁站为
华强路站、
华强北站和
华新站